# Proceno
Proceno è un comune italiano di 532 abitanti della provincia di Viterbo, il più settentrionale del Lazio.

## Geografia fisica

### Territorio
Centro agricolo dei Monti Volsini, alle falde nord-occidentali del rilievo vulcanico, sorge su un poggio digradante verso la confluenza del torrente Stridolone con il fiume Paglia.
Il paese si trova al confine con la Toscana.

### Clima
Classificazione climatica: zona E, 2295 GR/G

## Storia
Di origine etrusca, come testimoniano i sepolcreti scoperti nelle vicinanze dell'abitato, vuole la tradizione che sia stato fondato da Porsenna nel secolo VI a.C.
Nell'alto Medioevo fece parte del Marchesato di Toscana (secolo X) e fu ereditato dalla Chiesa dopo la morte di Matilde di Canossa nel 1115.
Assoggettato al Comune di Siena alla fine del secolo XIV, appartenne poi agli Sforza e ai Cecchini, cui appartiene tuttora il monumentale Castello, edificato nel XII secolo.
Nella frazione di Centeno è presente una targa della Società italiana di fisica sul casale in cui soggiornò Galileo Galilei, prima di giungere a Roma per il processo di abiura del 1633; Galilei dovette stare in quarantena in questo luogo, al confine tra Stato della Chiesa e Granducato di Toscana, a causa della epidemia di peste che affligeva Firenze, da dove arrivava lo scienziato.

## Monumenti e luoghi d'interesse

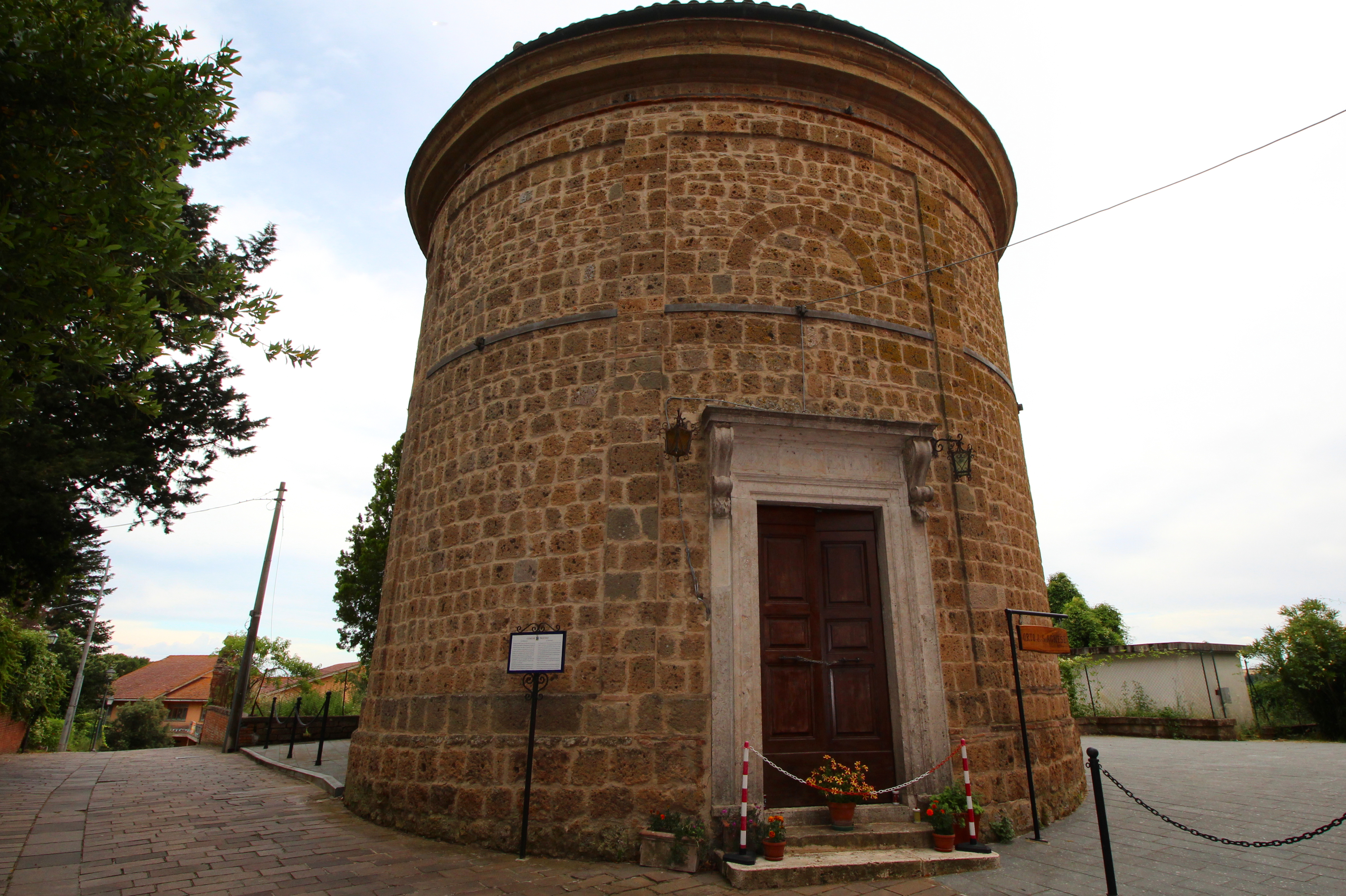
Cappella di Sant'Agnese da Montepulciano

### Architetture religiose
- Di fondazione medievale sono pure la parrocchiale, la Chiesa di Sant'Agnese e quella di Santa Maria del Giglio, largamente riprese in diversi periodi, con resti di strutture originarie e interessanti altari e decorazioni dal secolo XVI in poi (particolarmente notevoli sono gli affreschi cinquecenteschi di Santa Maria del Giglio).
- Meno alterata nella sua semplice struttura ogivale, ma in stato di abbandono, è la Chiesa di San Martino, con deperiti resti di una larga decorazione ad affresco.

### Architetture civili

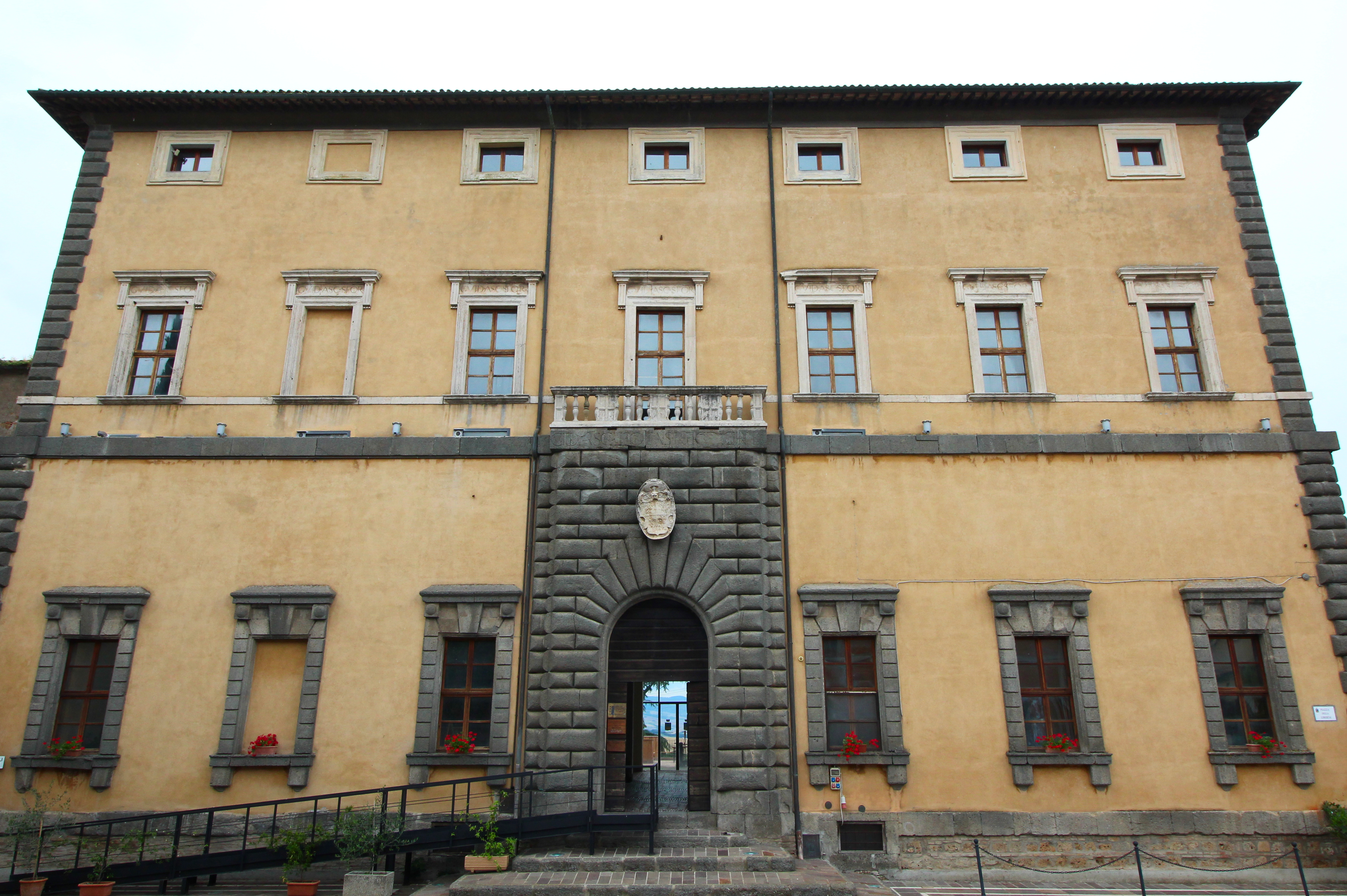
Palazzo Sforza in Piazza della Libertà

- Castello di Proceno sito in C.so R. Margherita, 155, dotato di torrioni ed un mastio centrale, ove nel corso dei secoli vennero ospitati filosofi e letterati come Galileo Galilei. Il nucleo più antico del borgo ha numerosi altri edifici medievali, in gran parte diroccati o rimaneggiati.
- Palazzo Sforza eretto nella prima metà del secolo XVI e decorato verso la fine dello stesso, in condizioni di deperimento. Numerosi sono anche altri edifici con caratteri rinascimentali.

## Società

### Evoluzione demografica
Abitanti censiti

## Economia
Di seguito la tabella storica elaborata dall'Istat a tema Unità locali, intesa come numero di imprese attive, ed addetti, intesi come numero addetti delle unità locali delle imprese attive (valori medi annui).
|         | 2015                  |                              |                            |                |                       |                     | 2014                  |                | 2013                  |                |
| ------- | --------------------- | ---------------------------- | -------------------------- | -------------- | --------------------- | ------------------- | --------------------- | -------------- | --------------------- | -------------- |
|         | Numero imprese attive | % Provinciale Imprese attive | % Regionale Imprese attive | Numero addetti | % Provinciale Addetti | % Regionale Addetti | Numero imprese attive | Numero addetti | Numero imprese attive | Numero addetti |
| Proceno | 44                    | 0,19%                        | 0,01%                      | 96             | 0,16%                 | 0,01%               | 46                    | 95             | 51                    | 104            |
| Viterbo | 23.371                |                              | 5,13%                      | 59.399         |                       | 3,86%               | 23.658                | 59.741         | 24.131                | 61.493         |
| Lazio   | 455.591               |                              |                            | 1.539.359      |                       |                     | 457.686               | 1.510.459      | 464.094               | 1.525.471      |

Nel 2015 le 44 imprese operanti nel territorio comunale, che rappresentavano lo 0,19% del totale provinciale (23.371 imprese attive), hanno occupato 96 addetti, lo 0,16% del dato provinciale (59.399 addetti); in media, ogni impresa nel 2015 ha occupato due persone (2,18).

### Agricoltura
L'agricoltura (uva da vino, cereali e frutta) e l'allevamento del bestiame (bovini, ovini e suini) sono le principali fonti di reddito.
Spicca tra i prodotti agricoli, la produzione di una varietà particolare di aglio rosso molto apprezzata.

## Amministrazione
Nel 1927, a seguito del riordino delle circoscrizioni provinciali stabilito dal regio decreto n. 1 del 2 gennaio 1927, quando venne istituita la provincia di Viterbo, Proceno passò dalla provincia di Roma a quella di Viterbo.

### Sindaci
| Periodo        | Periodo        | Primo cittadino       | Partito                        | Carica           | Note |
| -------------- | -------------- | --------------------- | ------------------------------ | ---------------- | ---- |
| 23 aprile 1995 | 13 giugno 1999 | Giovan Franco Pezzola | centro                         | Sindaco          |      |
| 13 giugno 1999 | 12 giugno 2004 | Giovan Franco Pezzola | centrodestra                   | Sindaco          |      |
| 13 giugno 2004 | 27 maggio 2010 | Francesco Battistoni  | centrodestra                   | Sindaco          |      |
| 27 maggio 2010 | 15 maggio 2011 | Giovan Franco Pezzola | lista civica                   | Vicesindaco f.f. |      |
| 16 maggio 2011 | 4 maggio 2015  | Giovan Franco Pezzola | lista civica Procenese         | Sindaco          |      |
| 4 maggio 2015  | 5 giugno 2016  | Dino Cesarini         | lista civica Procenese         | Vicesindaco f.f. |      |
| 5 giugno 2016  | 3 ottobre 2021 | Cinzia Pellegrini     | lista civica Proceno in comune | Sindaco          |      |
| 4 ottobre 2021 | in carica      | Roberto Pinzi         | lista civica Proceno in comune | Sindaco          |      |

### Altre informazioni amministrative
- Fa parte della Comunità Montana Alta Tuscia Laziale.